# Гогенасперг

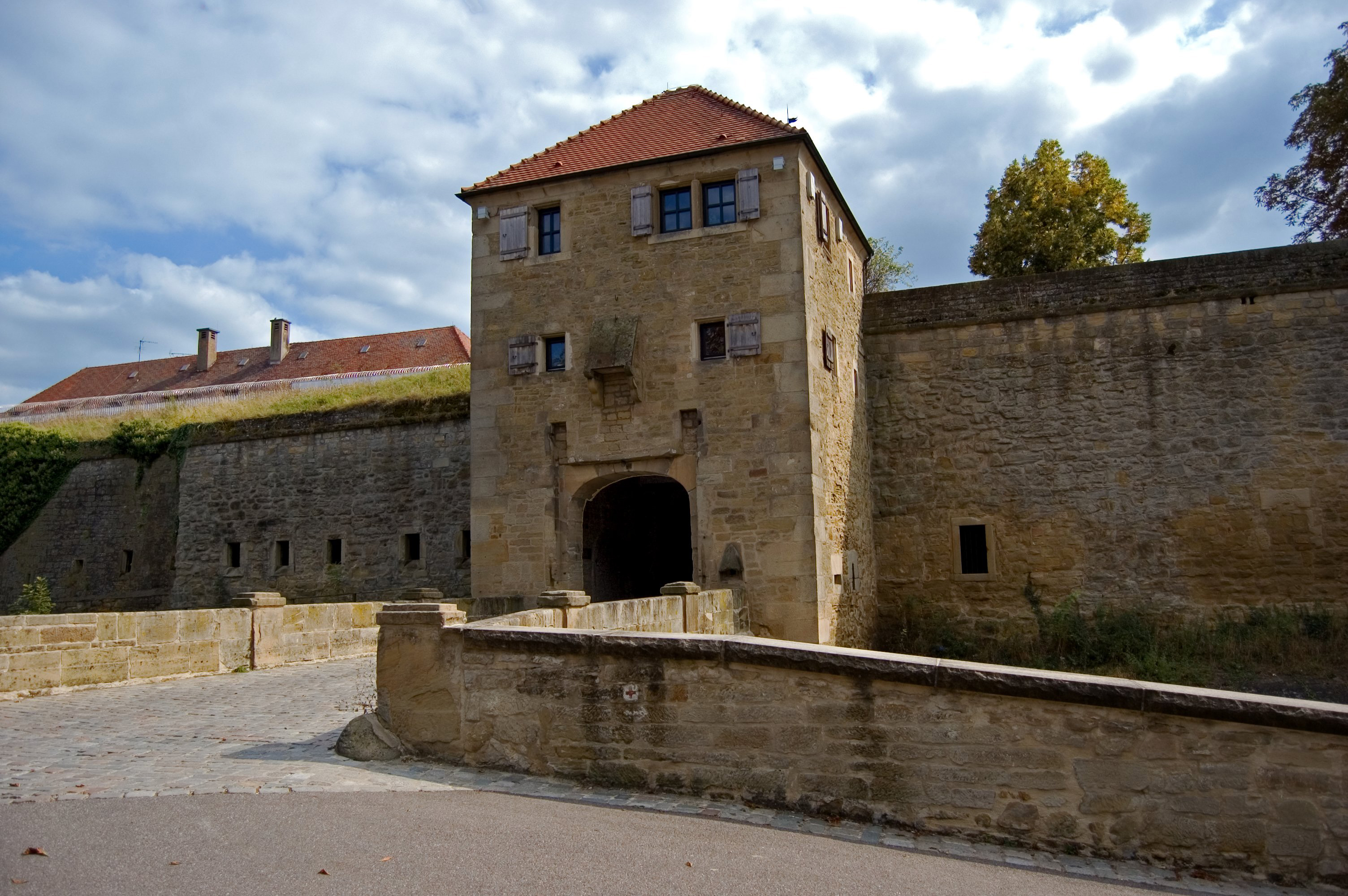
Гогенасперг

Гогенасперг (нем. Hohenasperg) — старинная крепость, расположенная в Германии в федеральной земле Баден-Вюртемберг близ Асперга на скале на высоте около 350 метров, с которой отрывается прекрасный вид на город, что во многом и способствовало выбору именно этого места для строительства цитадели.
В XII веке замок Гогенасперг принадлежал пфальцграфам тюбингенским, в XIV веке перешёл к Вюртембергу, был сильно укреплен герцогом Ульрихом в 1535 году.

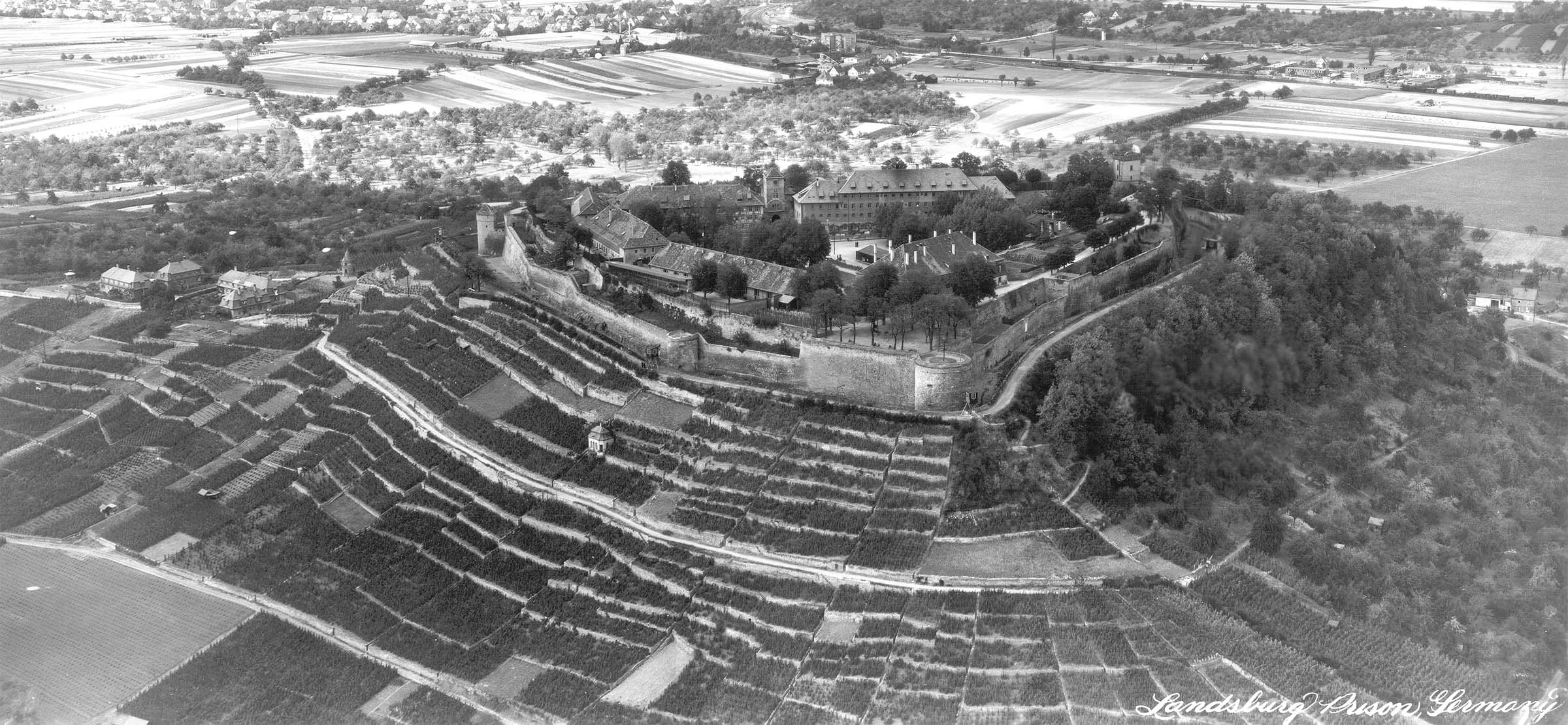
Гогенасперг (1950 год)

С 1635 по 1649 год был во власти имперцев, в 1688 году некоторое время был занят французами. В XVIII и XIX веке был местом заключения многих известных государственных преступников, среди которых был, в частности, Кристиан Фридрих Даниель Шубарт. Затем в Гогенасперге был обустроен исправительный дом.
С приходом к власти Гитлера, весной и летом 1933 года, многие члены оппозиции национал-социалистов, социал-демократы и коммунисты, были заключены в Гогенасперг. Позднее замок использовался как транзитный пункт для депортации неугодных или отправки в концлагеря.
С 1946 по 1947 год замок Гогенасперг использовался армией США как лагерь для интернированных.
Избежав ареста, по окончании Второй мировой войны, неподалёку от Гейдельберга, жил и работал в крестьянском хозяйстве под своим же именем нацистский преступник штандартенфюрер СС Карл Егер, которого арестовали его лишь в 1959 году, после чего бывший командир Айнзацкоманды повесился в своей камере.
В настоящее время в Гогенасперге открыт музей, в котором рассказывается о пребывании в замке наиболее известных его узников.